# NK Jedinstvo Bihać
Nogometni Klub Jedinstvo Bihać – bośniacki klub piłkarski z siedzibą w Bihaciu. Został założony w 1919 roku.

## Historia
Klub został założony w 1919 roku. W sezonie 1995/1996 po raz pierwszy wystąpił bośniackiej Premijer lidze. W sezonie 1999/2000 wygrał rozgrywki sezonu zasadniczego, a w fazie play-off zajął 2. miejsce w grupie A. W sezonie 2002/2003 klub spadł do Prvej ligi. W sezonie 2004/2005 wygrał te rozgrywki i powrócił do Premijer Ligi. W sezonie 2007/2008 ponownie został relegowany o klasę niżej.

## Sukcesy
- Prva liga

2004/2005

## Historia występów w pierwszej lidze
| Sezon     | Pozycja                            | M  | Pkt. | Z  | R | P  | GZ | GS |
| --------- | ---------------------------------- | -- | ---- | -- | - | -- | -- | -- |
| 1995/1996 | 5.                                 | 30 | 50   | 15 | 5 | 10 | 48 | 31 |
| 1996/1997 | 5.                                 | 30 | 50   | 15 | 3 | 12 | 49 | 33 |
| 1997/1998 | 11.                                | 30 | 38   | 11 | 5 | 14 | 30 | 40 |
| 1998/1999 | 6.                                 | 30 | 45   | 13 | 6 | 11 | 37 | 39 |
| 1999/2000 | 1. (2. miejsce w gr. A w play-off) | 30 | 57   | 18 | 3 | 9  | 46 | 22 |
| 2000/2001 | 6.                                 | 42 | 68   | 10 | 8 | 14 | 67 | 40 |
| 2001/2002 | 6.                                 | 42 | 68   | 10 | 8 | 14 | 67 | 40 |
| 2002/2003 | 16. (spadek)                       | 38 | 50   | 15 | 5 | 18 | 59 | 63 |
| 2005/2006 | 7.                                 | 30 | 40   | 13 | 1 | 16 | 38 | 40 |
| 2006/2007 | 9.                                 | 30 | 43   | 13 | 4 | 13 | 46 | 57 |
| 2007/2008 | 15. (spadek)                       | 30 | 40   | 12 | 4 | 14 | 28 | 43 |

## Europejskie puchary
Legenda do wszystkich tabel:
- Q – runda eliminacyjna, 1/16, 1/8, 1/4, 1/2 – odpowiednia faza rozgrywek, Grupa – runda grupowa, 1r gr – pierwsza runda grupowa, 2r gr – druga runda grupowa, F – finał, R – runda, PO – play-off
- k. – rzuty karne, los. – losowanie, Dogr. – dogrywka, w. – zasada bramek strzelonych na wyjeździe

| Sezon | Rozgrywki        | Runda | Przeciwnik            | Dom | Wyjazd | Ogólnie |
| ----- | ---------------- | ----- | --------------------- | --- | ------ | ------- |
| 1999  | Puchar Intertoto | 1R    | GÍ Gøta               | 0–1 | 3–0    | 3–1     |
| 1999  | Puchar Intertoto | 2R    | Ceahlăul Piatra Neamț | 1–2 | 1–3    | 2–5     |

## Reprezentanci kraju grający w klubie
Stan na czerwiec 2015.
| - Miroslav Dujmović - Jasmin Hurić - Almin Kulenović - Alen Mešanović - Denis Mujkić - Safet Nadarević - Adis Nurković | - Fuad Šašivarević - Halim Stupac - Nedzad Zeric - Miroslav Stević - Adel Humoud - Talal Nayef |